# Cantone di Castets
Il Cantone di Castets era una divisione amministrativa dell'Arrondissement di Dax.
È stato soppresso a seguito della riforma complessiva dei cantoni del 2014, che è entrata in vigore con le elezioni dipartimentali del 2015.
Comprendeva i comuni di:
- Castets
- Léon
- Lévignacq
- Linxe
- Lit-et-Mixe
- Saint-Julien-en-Born
- Saint-Michel-Escalus
- Taller
- Uza-les-Forges
- Vielle-Saint-Girons